# Епископ рашки Методије
Епископ рашки Методије (ум. 1219) је био српски православни епископ Рашке епархије у првој половини 13. века. Био је игуман манастир Хиландара, у време архиепископа Саве.
Након добијања аутокефалности Српске православне цркве (15. августа 1219) Методије је постављен за епископа рашког, а хиландарски јеромонах Иларион за епископа зетског; Рашка и Зета су биле централне области Србије.

## Биографија
После организовања монашког живота у манастиру Хиландару монах Методије постаје његовим првим игуманом. „Њега поставља сам свети Симеон, а Свети Сава с њим обнавља и довршава манастир. Он је савременик и активни учесник ових Савиних подухвата који су значили не само оснивање српског духовног средишта у Светој Гори него и српске средњевековне црквености и државности".
Игумана Методија монах Симеон „као ктитор, у току тих осам месеци обнављања манастира и подизања у њему нових објеката два пута шаље у Србију свом сину, великом жупану Стефану: први пут с молбом да 'свим силама' помогне обнављању Хиландара, преносећи на њега и на његове наследнике своје ктиторско право; други пут – с чудотворним крстом". Игумана Методија свети Сава је хиротонисао за епископа рашког. Као поверљива личност, епископ Методије је у име светога Саве вршио и службе дипломатске природе. 